# Bernd Spillner
Bernd Günter Spillner  (* 20. März 1941 in Braunschweig; † 17. Februar 2023 in Duisburg) war ein deutscher Linguist und Professor an der Universität Duisburg-Essen für Französisch und Italienisch in den Bereichen Romanistik und Allgemeine Sprachwissenschaft.

## Leben
Bernd Spillner absolvierte sein Abitur 1961 in Wolfenbüttel und studierte von 1961 bis 1967 Romanistik, Germanistik und Allgemeine Sprachwissenschaft an den Universitäten Tübingen, Montpellier, Bonn und Bochum. In Tübingen wurde er 1961 Mitglied der Studentenverbindung AV Igel. Am 17. November 1967 legte er seine erste philologische Staatsprüfung in den Fächern Französisch und Deutsch ab. Von 1967 bis 1971 war er wissenschaftlicher Mitarbeiter der Forschungsgruppe LIMAS in Bonn. In dieser Zeit absolvierte er ein Fortbildungsstudium zur Kommunikationsforschung und Allgemeiner Sprachwissenschaft an der Universität Bonn. Am 16. Januar 1970 erlangte er seine Promotion an der Universität Bochum im Hauptfach Romanische Philologie. 1971 bis 1972 hatte er einen Lehrauftrag am Sprachwissenschaftlichen Institut der Universität Bonn. 1972 wurde er zum Akademischen Rat am Sprachwissenschaftlichen Institut der Universität Bonn ernannt und erhielt damit eine Lehrtätigkeit in Allgemeiner und Angewandter Sprachwissenschaft. Dort war er außerdem Leiter der Abteilung für Angewandte Sprachwissenschaft und des Arbeitskreises Theoretische und Angewandte Linguistik. Von 1972 bis 1978 war er Leiter der Sektion „Stilforschung und Rhetorik“ in der Gesellschaft für Angewandte Linguistik.
1972 wurde er auch zum Akademischen Oberrat ernannt und schließlich zum ordentlichen Professor für Romanistik und Allgemeine Sprachwissenschaft an der Universität-Gesamthochschule Duisburg. 1974 bis 1976 hatte Spillner einen Lehrauftrag für Allgemeine Sprachwissenschaft an der Universität Bonn. 1976 bis 1978 lehrte er Romanistik und Didaktik der französischen Sprache an der Pädagogischen Hochschule Rheinland. 1977 war er im Rahmen eines Lehr- und Forschungsaufenthaltes des DAAD-Hochschullehreraustausches an der Université de Paris V – Sorbonne. Von 1979 bis 1981 war er Dekan und Prodekan an der Universität Duisburg.
1984 erhielt er eine DAAD-Gastdozentur an der Universität Alexandria. In den 1990er Jahren übernahm er Gastprofessuren an der Wirtschaftsuniversität Wien und der Université de Paris III, Sorbonne Nouvelle sowie DAAD-Kurzzeitdozenturen an der Universidad de La Habana, Kuba und an der Pontificia Universidad Católica del Ecuador in Quito. 1999 bis 2000 hatte Spillner eine Professur Associé für Français Langue Etrangère an der Université de Paris VII. Im Sommer 2000 war er als Gastprofessor an der Université de Nouméa. In den 2000er Jahren hatte er einige DAAD-Kurzzeitdozenturen in Senegal, Georgien und Kasachstan. Am 1. April 2007 emeritierte Bernd Spillner.
Er blieb weiter wissenschaftlich tätig und engagierte sich 2008 in einem DAAD-Forschungsprojekt am Pädagogischen Institut in Aktobe, Kasachstan. 2009 lehrte er an den Universitäten von Oran, Mascara und Béchar in Algerien. Es folgte eine Kurzzeitdozentur sowie ein DAAD-PPP-Projekt zur Fachsprachenforschung an der Tongji-Universität Shanghai (China). 2011 erhielt er eine Kurzzeitdozentur an der Sprachenuniversität Moskau.
Spillners Arbeitsgebiete umfassten die kontrastive Linguistik (Romanische Sprachen–Deutsch) und Fehleranalyse, Rhetorik/Stilistik/Textlinguistik, französische Grammatik und Lexik, Übersetzungswissenschaft, Kontaktlinguistik, Fachsprachenforschung, sowie Semantik und Pragmatik. Zu diesen Themen verfasste er über 320 Artikel in zehn Sprachen.

## Mitgliedschaften
- Ab 1976 war Spillner 18 Jahre lang Chairman der Scientific Commission on Rhetoric and Stylistics der Association Internationale de Linguistique Appliquée (AILA).
- 1978 wurde er in die Société de Linguistique de Paris gewählt.
- 1987 bis 1994 war er Präsident der Gesellschaft für Angewandte Linguistik.
- 1990 bis 1996 Vizepräsident der Association Internationale de Linguistique Appliquée.
- 1995 wurde Spillner zum Ehrenmitglied der Gesellschaft für Angewandte Linguistik gewählt.
- 1995 bis 2005 war er Präsident der Jury des CICERO-Redner-Preises.
- 1996 bis 1999 war er Fachgutachter der Deutschen Forschungsgemeinschaft (DFG) für Allgemeine und Angewandte Sprachwissenschaft.

## Publikationen (Auswahl)
- Symmetrisches und asymmetrisches Prinzip in der Syntax Marcel Prousts. Ein Beitrag zur Geschichte des französischen Prosastils. Anton Hain, Meisenheim 1971.
- Linguistik und Literaturwissenschaft. Stilforschung, Rhetorik, Textlinguistik. W. Kohlhammer, Stuttgart/Berlin/Köln/Mainz 1974.
- Error Analysis. A Comprehensive Bibliography. Benjamins, Amsterdam/Philadelphia 1991.
- Die 500 besten Geschäftsbriefe. Moderne Industrie, Landsberg  1997.
- Die perfekte Anrede. Schriftlich und mündlich, formell und informell, national und international. Moderne Industrie, Landsberg/Lech 2001.
- Anredeformen im Deutschen, Kasachischen und Russischen. Interkultureller Beitrag für den Fremdsprachenunterricht und für Geschäftsverhandlungen. Staatliches Pädagogisches Institut Aktobe, Aktobe 2008.